# Malattia del motoneurone
Col termine malattia del motoneurone (in inglese motor neuron disease, MND) si indica un gruppo di patologie neurologiche che affliggono selettivamente i soli motoneuroni, le cellule della corteccia encefalica delle aree deputate al movimento (1º motoneurone) e/o le cellule che compongono il corno anteriore del midollo spinale (2º motoneurone), che controllano l'attività della muscolatura volontaria, tra cui la parola, la deambulazione, la deglutizione, il respiro e i movimenti generali del corpo. Esse sono generalmente progressive, e, nel caso di rapida progressione, causano grave disabilità crescente in poco tempo e, infine, la morte del paziente, spesso dovuta a insufficienza respiratoria, denutrizione o infezioni. Sono comprese in questo gruppo malattie spesso simili e affini:
1. MND a rapida progressione

- sclerosi laterale amiotrofica (SLA o ALS): è la più grave e colpisce sia il 1º motoneurone sia il 2º, talvolta anche il bulbo encefalico
- sclerosi laterale primaria, colpisce solo il 1º motoneurone
- atrofia muscolare progressiva (AMP o PMA), colpisce solo il 2º motoneurone, in passato era considerata una forma meno grave di SLA
- atrofia muscolare spinale (SMA) di tipo I (malattia di Werdnig-Hoffmann): è una malattia che colpisce le cellule nervose delle corna anteriori del midollo spinale da cui partono i nervi diretti ai muscoli e che trasmettono i segnali motori (dette neuroni motori o anche motoneuroni), ad eziologia genetica
- paralisi bulbare progressiva, simile alla SLA come gravità, ma colpisce di più i nervi cranici rispetto ai periferici, lede i motoneuroni ma soprattutto il bulbo

2. MND a lenta progressione (a volte non considerate MND vere e proprie):

- sindrome dei motoneuroni inferiori ad esordio tardivo nell'età adulta, sorta di forma lieve di AMP, di origine genetica, una delle malattie del motoneurone meno gravi[2]
- atrofia muscolare spinale (SMA) di tipo II, III, IV e V (atrofia muscolare spinale e bulbare o sindrome di Kennedy), simile alla SMA di tipo I ma più gestibile o lenta
- amiotrofia monomelica, una forma di MND limitata ad alcuni segmenti
- malattia di Strumpell-Lorrain, detta anche paraparesi spastica ereditaria (PSE) o paralisi spinale spastica ereditaria: malattia genetica che colpisce solo il 1° motoneurone
- neuropatia motoria distale ereditaria: colpisce solo i muscoli distali

## Diagnosi differenziale
Talvolta vengono incluse anche la sindrome della persona rigida, la sindrome pseudobulbare e la malattia di Charcot-Marie-Tooth, che però non sono propriamente malattie del motoneurone, come non lo sono altre patologie che apparentemente condividono alcuni sintomi, come le malattie demielinizzanti (sclerosi multipla, adrenoleucodistrofia, ecc.), la demenza frontotemporale con amiotrofia e le miopatie. 
La diagnosi differenziale della malattia del motoneurone, oltre alle patologie citate  include anche l'esclusione di queste ultime, oltre che di altre cause (di paralisi, sintomi come fascicolazioni e miastenia), come le neuropatie (es. neuropatia motoria multifocale, la sindrome di Parsonage-Turner, la siringomielia, la sindrome da compressione nervosa, i traumi e le malattie autoimmuni, e altre malattie neuromuscolari come le miopatie.